# Рајмунд Монтекуколи
Рајмунд Монтекуколи (21. фебруар 1609 – 16. октобар 1680) је био немачки генерал-лајтнант и аустријски фелдмаршал.

## Биографија
Пореклом је из италијанске грофовске породице. Ступио је у аустријску војску као мускетар 1625. године током Тридесетогодишњег рата. Од 1633. године командује кирасирским пуком, а 1648. године је на челу аустријске војске. У Шведско-пољском рату (1655–1660) на челу аустријског контингента успешно води борбе против Шведске и Трансилваније. У Аустријско-турском рату (1663–1664) командант је аустријских снага од око 40.000 људи. Истакао се у бици код Сентготхарда 1664. године. Учествовао је и у Француско-холандско-шпанском рату. По Фридриху II и Наполеону Бонапарти, Монтекуколи је један од најзначајнијих војсковођа 17. века. У теоријским разматрањима се највише ослањао на Лава VI Мудрог и Никола Макијавелија.